# Хамулич, Саид
Саи́д Хаму́лич (нидерл. Saïd Hamulic; род. 12 ноября 2000, Лейдердорп, Нидерланды) — боснийский и нидерландский футболист, нападающий клуба «Тулуза» и сборной Боснии и Герцеговины. Выступает на правах аренды за «Видзев».

## Биография
Играл в академии «Ланса», а также в академиях многих нидерландских клубов. В 2019 году стал игроком молодёжки «Гоу Эхед Иглз». Сыграл 16 матчей и забил 9 мячей за команды до 19 и 21 года. В 2020 году стал игроком молодёжки «Квик Бойз».
Зимой 2021 года стал игроком литовской «Дайнавы» из Алитуса. В А-Лиге дебютировал в матче против «Нявежиса». В первом сезоне отыграл за команду 36 матчей, забив 16 мячей и отдав 2 голевые передачи. В 2022 году перешёл в аренду в болгарский клуб «Ботев» из Пловдива. В составе основной команды на поле так и не вышел.
В марте 2022 года отправился в аренду в «Судуву». Дебютировал за клуб в А-Лиге 19 марта против «Кауно-Жальгирис».
18 июля 2023 года перешёл на правах аренды в нидерландский «Витесс».
31 января 2024 года перешёл на правах аренды в московский «Локомотив» с правом выкупа.